# لایحه دریانوردان تاجر ۱۹۲۰
قانون دریانوردی تجارتی سال ۱۹۲۰ یک قانون فدرال ایالات متحده است که به ارتقا و نگهداری دریانوردان تجاری آمریکا می‌پردازد. از جمله اهداف آن، تنظیم تجارت دریایی در آبهای آمریکا و بین بنادر آمریکا است. بخش ۲۷ این لایحه به عنوان لایحه جونز شناخته می‌شود و مربوط به کابوتاژ (تجارت در ساحل) است و الزام می‌کند که کلیه کالاهای حمل شده روی آب بین بنادر ایالات متحده با کشتی‌های پرچم آمریکا ساخته شده در ایالات متحده متعلق به شهروندان آمریکایی حمل شود، و خدمه آن شهروندان و مقیمان دائمی ایالات متحده باشند. این لایحه توسط سناتور وسلی جونز ارائه شد. این قانون همچنین برخی حقوق ملوانان را تعریف کرده‌است.

## جلوه‌ها
لایحه جونز از حمل بار بین سرزمین اصلی ایالات متحده و مناطق دور افتاده‌ای مانند پورتوریکو، هاوایی، آلاسکا و گوام توسط کشتی‌های با پرچم خارجی جلوگیری می‌کند. کشتی‌های خارجی ورودی حامل کالاها نمی‌توانند در هیچ‌یک از این چهار مکان متوقف شوند، کالاها را پیاده کنند، کالاهای با مقصد سرزمین اصلی آمریکا را بارگیری کنند و به حرکت به سوی بندرهای سرزمین اصلی ایالات متحده ادامه دهند، اگرچه کشتی‌ها می‌توانند بدون بارگیری هرگونه بار جدید که مقصدش مکان دیگری در آمریکا باشد بار را پیاده کرده و به سرزمین اصلی ایالات متحده ادامه حرکت بدهند.